# 在台朝鮮人
在台朝鮮人（ざいたいちょうせんじん）とは、台湾へ移住した朝鮮民族のこと。戦後、日本の統治から朝鮮半島と台湾は独立し、朝鮮半島は南北それぞれ大韓民国・朝鮮民主主義人民共和国という独立国家が成立して、台湾は中華民国に編入された。

## 歴史
台湾・朝鮮半島を日本が統治していた時代の最中の1918年に、米騒動が起こり、日本が朝鮮半島より米を移入させて半島の農用地開発が実行され、内地人（日本人）の人々が入ったこともあり、生活の柱をなくした農業を営む朝鮮人が、日本本土や台湾へ移住した。多くは基隆と他の港町に定住し、漁業に就き生計を立てた。朝鮮半島においては日本により朝鮮戸籍令が施行してほぼ内地法と同様に内鮮結婚ができた一方で、台湾人の戸籍制度は整えられず、内台結婚は禁止されているも同然であり、台湾に住む内地人は寄留人として扱われ、朝鮮人も同様に扱われた。1900～1939年までの貿易が大規模で、1937年からは軍事工業がよく作られるようになった。第二次世界大戦の間は、一部の朝鮮人が台湾からも連れてこられて徴兵された。第二次大戦で日本が敗戦すると、台湾での日本の統治は終わり、約1300人の朝鮮の兵士は日本軍と約2000人の一般の朝鮮人とともに朝鮮半島への本国送還を計画され、1946年までに、400～500の朝鮮人だけは台湾に残った。後に中国から入った台湾政府は比較的厳しい居住の必要条件を台湾でつけさせ、朝鮮人で住居カードを得たのは、エンジニアなどの戦後復興に役立つ技術をもつ人々や役人だけだった。残った人々は、1947年に台湾で台湾韓僑協会を設立した。現地の漁師に沿った政府の方針のために、大部分の朝鮮人は、漁業から、農業や商業に転業を余儀なくされ、基隆から立ち去り、台北や高雄などの他の主要な市街化区域の方へ移った。

## 教育
1961年1月25日、台湾での最初の韓国人学校として、高雄韓国国際学校（까오숑한국국제학교）が設立され、翌1962年2月1日には、台北韓国学校（타이뻬이한국학교）が設立された。
2007年現在、高雄韓国学校は計28人、台北韓国学校は50人の学生がいる。

## 人口統計
外交部によると、2011年の人口は3,968人で、2009年より約26%人口が増加した。 

## 著名人
- 李亨淑（朝鮮語版） - 韓国の元バスケットボール選手[12]。
- 柳河娜（朝鮮語版） - 韓国の女優。李容圭の妻[13]。